# 梵高藝展
梵高藝展（日语：マツリダゴッホ），是日本純種競賽馬匹。生涯活躍於中長途賽事，曾以爆冷姿態勝出2007年有馬紀念，亦曾達成產經賞三連霸。另外，由於其所有分級賽優勝均於中山競馬場達成，因而亦被稱為「中山之鬼」。

## 出賽前
2003年3月15日出生於北海道靜內町（今新日高町）岡田Stud，成長途中被馬主高橋文枝購入。
其後交由美浦訓練中心練馬師國枝榮訓練。

## 競賽生涯

### 2歲
2005年8月21日出戰札幌競馬場2歲新馬戰，比賽途中以較爲緩慢的姿態推進，通過第三彎道時逐步加速，通過第四彎道時候經已取得領先。進入直路後，其繼續保持姿態加速，最終不斷衝刺下以7馬位巨大優勢取得首勝。
10月1日出戰札幌兩歲錦標，然而比賽途中因漏閘而於後方位置追走，進入直路後亦未能順利加速扭轉局勢，最終以第六落敗。
而賽後其被發現有扭傷的跡象，因而進入休養。

### 3歲
2006年3月12日於3歲500萬獎金以下條件戰復出，比賽途中一直保持於中團位置，進入直路後賽績閃入內欄位置突進，最終成功超越前方對手取得優勝。
4月出戰青葉賞取得第四後繼續於條件戰中打拼，雖然於白百合錦標以第七落敗，但8月出戰日高特別成功掄元。
進入秋季後，其出戰菊花賞前哨戰聖烈特紀念，然而於通過最後彎道時候和前方的對手接觸失去平衡，最終導致騎師橫山典弘落馬並被判定比賽中止。
由於發生以上事件，其累積獎金並不足以讓其出戰菊花賞，因而稍爲休養過後於12月重返條件戰累積獎金，並取得一冠一亞的戰績晉級公開組。

### 4歲
2007年首戰爲美國賽馬會盃，賽前獲得第二人氣。比賽開始後，其於前方由太陽祭帶出下選擇於第四左右的位置推進，並於比賽途中順應騎師橫山的指揮進佔有利位置。通過第三彎道時，其逐步發力迫近前方的太陽祭，並於第四彎道成功超越對手取得領先。進入直路後，由於後方的賽駒紛紛受到太陽祭失速的影響無法維持走勢，最終梵高藝展於繼續衝刺下進入獨走狀態，以拉開後方5馬位的優勢取得首個分級賽冠軍。
3月24日出戰日經賞繼續挑戰長途賽事，比賽途中選擇於中團靠前位置推進，並於以有利位置進入直路。進入直路後，其一度嘗試由所在位置衝出，但反應未如理想之下無法和永通達及火神競爭，最終被兩名對手率先透出下以第三完賽。
其後更無法維持優秀表現，於春季天皇賞及札幌紀念分別以第十一及第七落敗。
9月23日出戰產經賞，雖然此前兩戰歷經大敗，但仍然於賽前取得第一人氣。比賽開始後，其繼續採用自身擅長的居中戰術保持於約莫第八的位置，並於通過第三彎道時稍微爬升。進入直路後，憑借其剛才的加速，其經已進佔先頭第二的有利位置並繼續加速，最終成功堅守位置下以1/2馬位優秀壓贏Silk Nexus。
其後乘勢出戰秋季天皇賞，然而未能衝出之下以第十五大敗，賽後亦因此戰的失利而避戰日本盃並進入短暫放草。
12月23日出戰有馬紀念，本次比賽其因上仗的大敗而僅獲得第七人氣。比賽開始後，長山駿馬於前方帶出，而梵高藝展則和大和赤驥一同於第二、三的位置緊盯對手。比賽進入中後段，梵高藝展開始發力，並於最後彎道時候超越失速的長山駿馬，開始和大和赤驥爭奪領先的位置。進入直路後，其繼續保持於內欄位置以最短的路程加速衝出，最終保持速度下成功堅守位置抵擋抽出外檔的大和赤驥的追擊，以1 1/4馬位優勢爆冷奪得首個一級賽冠軍。順帶一提，由於其爲第八人氣，二馬大和赤驥爲第五人氣，而三馬大和主將爲第六人氣，因而本次比賽除了獨贏派彩爲高達52.3倍歷史第二外，連贏、單T及三重彩亦分別達到680.2、733.2及8008.8倍的高額。

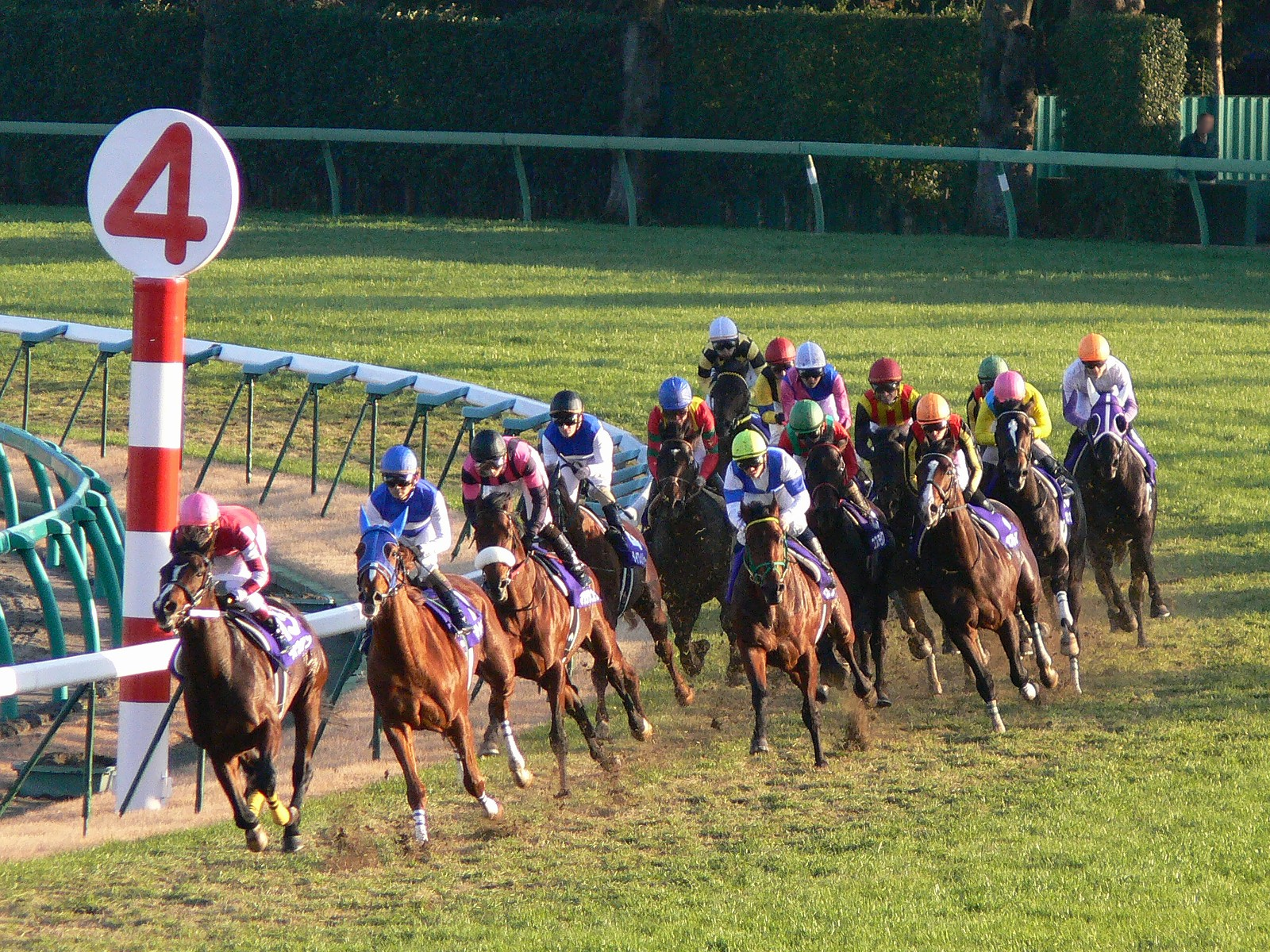
出戰有馬紀念的梵高藝展（左起第三）

### 5歲
進入2008年，其原本打算遠征阿聯酋出戰杜拜司馬經典賽作爲年度首戰，然而日本受到馬流感影響下導致日本馬遠征時的檢疫極爲麻煩，因而改變計劃留於國內出戰和有馬紀念同路程的日經賞，比賽開始後，其無視前方Silk Famous的快放，保持自身的節奏於第四的位置逐步推進。通過第三彎道時開始發力並於第四彎道超越Silk Famous取得領先，進入直路後繼續衝刺下成功擊退後方追擊的Toshi Knight，以3馬位優勢奪得冠軍。
其後遠征香港出戰女皇盃，於香港賠率排名中僅落後主隊馬爆冷及喜蓮福星取得第三。比賽開始後，其隨即搶佔位置於前方推進，並一直保持於第三的位置穩定推進。進入直路後，其嘗試逐步加速衝出，然而最終於失速之下不斷後退，最終以第六落敗。

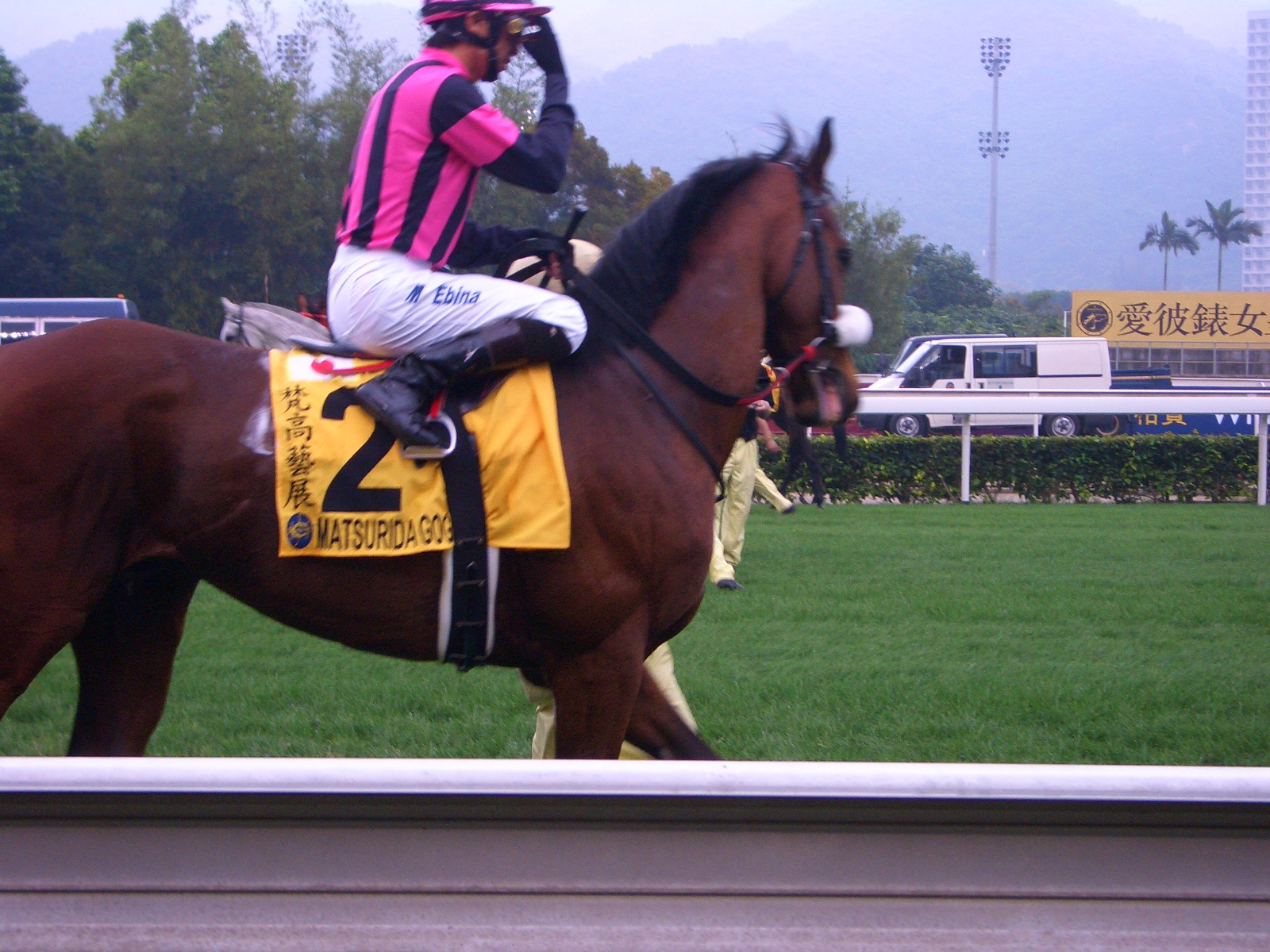
女皇盃賽前熱身

由於在女皇盃的失利，因而其原本遠征英國和法國出戰英皇佐治六世及皇后伊利沙伯錦標和凱旋門大賽的計劃亦被取消，改爲返回日本並進入休養。
休養結束後以札幌紀念作爲起動戰，比賽初段保持於第四左右的位置推進，並以凌厲的姿態加速進入直路。然而於直路中後段，一直處於獨走狀態的梵高藝展腳步突然放緩並顯示出力弱的表現，最終被大外檔奔馳而至的好運卡達超越，以頸位差距落敗。
9月28日出戰產經賞，雖然於比賽途中需要背負59公斤的頂磅，然而但賽前仍然獲得第一人氣。比賽開始後，其迅速進佔位置閃入領放馬King's Trail後方，但於對面直路時候稍爲放緩速度保留體力，並以第六的名次通過第三彎道。進入直路前，其開始重新加速並衝出，最終於直路上轟出後600米34.6秒的末腳速度一舉超越前方對手以2馬位優勢奪冠，成爲首匹達成連霸產經賞的賽駒之餘，亦以2分12.0秒打破賽事紀錄。
其後出戰日本盃，比賽初段選擇於第四的位置逐步推進下，進入直路後雖然表現出不俗的鬥心嘗試加速，但仍然被銀幕英雄、天空深處及伏特加壓制，最終以第四完賽。
12月28日出戰有馬紀念，比賽初段其未有選擇搶先後以跟隨銀幕英雄的方式前進，然而此舉導致其一直被阻擋於外檔位置，浪費腳程下需要於較後的位置推進，亦無法採用自身擅長的戰術奔跑。進入直路後，受到比賽初段不利局面的影響下，其未能進入加速狀態衝出，最終沉沒於馬群之中下以第十二大敗。

### 6歲
進入2009年，由於陣營有意讓其於中山競馬場以外的賽場均有突破，因而安排其出戰產經大阪盃，然而於其中未能順利加速下以第七落敗。
其後原定出戰金鯱賞，但於流鼻血之下無奈避戰，連之後的寶塚紀念亦因訓練日程受到影響而未能參加。
進入夏季後，其出戰上年遺憾奪亞的札幌紀念，然而狀態未完全恢復下僅跑獲第九。
9月27日其第第三度出戰產經賞，由於其在中山競馬場之實績優秀，因而於賽前獲得第三人氣。比賽開始後，即管其處於大外檔起步，但於其他賽駒未有積極搶佔位置下，其仍然可以輕鬆領放，並以前1000米61.0秒的慢步速帶領馬群前進。進入直路後，由於其後方的賽駒受到慢步速影響未有提早加速，因而梵高藝展順利帶出，其後亦可以阻止後方夢之旅及信玄靈駒的攻勢，以2馬位優勢再度取得分級賽冠軍。憑借此次勝利，其成爲首匹三連霸產經賞的賽駒，亦成爲日本賽馬史上第五匹三連霸同一平地分級賽的賽駒，更重要的是，其於中山競馬場六勝分級賽的戰績，成功追平速度象徵及魯鐸象徵兩匹殿堂馬的紀錄。
其後繼續出戰中長途的賽事，但於秋季天皇賞及有馬紀念均未能成功交出表現，最終以第十七及第七落敗。
完成有馬紀念後按照計劃退役，並於2010年1月4日取消日本中央競馬會的賽駒註冊。

### 詳細賽績
| 日期        | 舉辦國家/地區 | 馬場 | 距離   | 級別  | 賽事名稱     | 負重 | 騎師     | 馬號 | 出馬 | 名次     | 時間     | 頭馬（二馬）          |
| ----------- | ------------- | ---- | ------ | ----- | ------------ | ---- | -------- | ---- | ---- | -------- | -------- | --------------------- |
| 21/8/2005   | 日本          | 札幌 | 草1800 |       | 2歲新馬      | 54   | 蛯名正義 | 7    | 13   | 1        | 1:52.8   | （Sun Fiber）         |
| 1/10/2005   | 日本          | 札幌 | 草1800 | GIII  | 札幌兩歲錦標 | 55   | 蛯名正義 | 11   | 13   | 6        | 1:51.2   | 賞月                  |
| 12/3/2006   | 日本          | 中山 | 草1800 |       | 3歲500萬下   | 56   | 岩田康誠 | 3    | 13   | 1        | 1:50.1   | （Ferrari Five）      |
| 29/4/2006   | 日本          | 東京 | 草2400 | GII   | 青葉賞       | 56   | 蛯名正義 | 2    | 17   | 4        | 2:26.4   | 至愛                  |
| 27/5/2006   | 日本          | 中京 | 草1800 | OP    | 白百合錦標   | 56   | 岩田康誠 | 2    | 16   | 7        | 1:48.0   | 松岡世界              |
| 19/8/2006   | 日本          | 札幌 | 草2000 |       | 日高特別     | 54   | 横山典弘 | 9    | 13   | 1        | 2:01.4   | （Elea City）         |
| 17/9/2006   | 日本          | 中山 | 草2200 | GII   | 聖烈特紀念   | 56   | 蛯名正義 | 11   | 17   | 比賽中止 | 比賽中止 | 東瀛武將              |
| 10/12/2006  | 日本          | 中山 | 草2000 |       | 冬至錦標     | 55   | 横山典弘 | 9    | 12   | 2        | 2:00.2   | Fate Tricks           |
| 23/1/2/2006 | 日本          | 中山 | 草1800 |       | 聖誕盃       | 56   | 横山典弘 | 8    | 14   | 1        | 1:46.9   | （Nihonpillow Keith） |
| 21/1/2007   | 日本          | 中山 | 草2200 | JpnII | 美國賽馬會盃 | 56   | 横山典弘 | 5    | 10   | 1        | 2:12.8   | （Intelleto）         |
| 23/3/2007   | 日本          | 中山 | 草2500 | GII   | 日經賞       | 57   | 横山典弘 | 5    | 14   | 3        | 2:32.0   | 永通達                |
| 29/4/2007   | 日本          | 京都 | 草3200 | GI    | 春季天皇賞   | 58   | 横山典弘 | 1    | 16   | 11       | 3:15.1   | 名將森遜              |
| 2/9/2007    | 日本          | 札幌 | 草2000 | JpnII | 札幌紀念     | 57   | 安藤勝己 | 13   | 16   | 7        | 2:00.6   | 火神                  |
| 23/9/2007   | 日本          | 中山 | 草2200 | GII   | 產經賞       | 58   | 蛯名正義 | 6    | 16   | 1        | 2:12.5   | （Silk Nexus）        |
| 28/10/2007  | 日本          | 東京 | 草2000 | GI    | 秋季天皇賞   | 58   | 蛯名正義 | 16   | 16   | 15       | 2:00.1   | 名將森遜              |
| 23/12/2007  | 日本          | 中山 | 草2500 | GI    | 有馬紀念     | 57   | 蛯名正義 | 3    | 15   | 1        | 2:33.6   | （大和赤驥）          |
| 29/3/2008   | 日本          | 中山 | 草2500 | GII   | 日經賞       | 59   | 蛯名正義 | 9    | 13   | 1        | 2:32.7   | （Tosho Knight）      |
| 27/4/2008   | 香港          | 沙田 | 草2000 | GI    | 女皇盃       | 57   | 蛯名正義 | 2    | 11   | 6        | 2:01.4   | 雕塑家                |
| 24/8/2008   | 日本          | 札幌 | 草2000 | JpnII | 札幌紀念     | 57   | 蛯名正義 | 4    | 11   | 2        | 1:58.6   | 好運卡達              |
| 28/9/2008   | 日本          | 中山 | 草2200 | GII   | 產經賞       | 59   | 蛯名正義 | 11   | 14   | 1        | 2:12.0   | （King's Trail）      |
| 30/11/2008  | 日本          | 東京 | 草2400 | GI    | 日本盃       | 57   | 蛯名正義 | 13   | 17   | 4        | 2:25.7   | 銀幕英雄              |
| 28/12/2008  | 日本          | 中山 | 草2500 | GI    | 有馬紀念     | 57   | 蛯名正義 | 10   | 14   | 12       | 2:33.1   | 大和赤驥              |
| 5/4/2009    | 日本          | 阪神 | 草2000 | GII   | 產經大阪盃   | 58   | 武豐     | 1    | 12   | 7        | 2:00.4   | 夢之旅                |
| 23/8/2009   | 日本          | 札幌 | 草2000 | GII   | 札幌紀念     | 57   | 横山典弘 | 14   | 16   | 9        | 2:01.3   | 君主風範              |
| 27/9/2009   | 日本          | 中山 | 草2200 | GII   | 產經賞       | 58   | 横山典弘 | 15   | 15   | 1        | 2:11.4   | （夢之旅）            |
| 1/11/2009   | 日本          | 東京 | 草2000 | GI    | 秋季天皇賞   | 58   | 蛯名正義 | 13   | 18   | 17       | 1:58.9   | 結伴行                |
| 27/12/2009  | 日本          | 中山 | 草2500 | GI    | 有馬紀念     | 57   | 蛯名正義 | 7    | 16   | 7        | 2:31.9   | 夢之旅                |

## 退役後
退役後，梵高藝展於北海道新日高町Rex Stud休養，在2010年進行配種，首批子嗣於2011年出生。首批子嗣可於2013年出賽。2014年7月6日，Win Malerei在日經電台賞取勝，成為首匹勝出分級賽的子嗣。
2023年由配種馬退役，返回爲處同町的出生地岡田Stud以功勞馬身份進行養老生活。

### 主要子嗣

#### 分級賽優勝子嗣
2011年生
- Win Malerei（日經電台賞）

2012年生
- Cool Hotarubi（夢幻錦標）

2013年生
- 探求到底（新潟兩歲錦標、京成盃秋季讓賽、天鵝錦標）
- 花蜜（挑戰盃）

2018年生
- Ringoame（函館兩歲錦標）

## 血統簡介
父系週日寧靜是美國三冠賽雙冠馬，退役後在日本配種，在日本馬壇相當成功，贏得多項分級賽事，其子嗣贏得巨額獎金，連續12年成為日本冠軍種馬。祖父Halo爲美國賽駒，曾贏得一級賽冠軍，爲美國冠軍種馬。
母系Paper Rain爲美國賽駒，生涯戰績不佳僅勝出六場賽事。外祖父Bel Bolide亦爲美國賽駒，生涯戰績不俗，爲美國出生的英國賽駒，曾勝出詹格克錦標在內等四項一級賽，亦於一級賽中央公園錦標及二千堅尼錦標分別跑獲第二及第三。

### 血統表
| 父線：週日寧靜系（Halo系）         |                               |                 |                  |
| 種馬 週日寧靜 1986年（棕色）       | Halo 1969年（棕色）           | Hail to Reason  | Turn-to          |
| 種馬 週日寧靜 1986年（棕色）       | Halo 1969年（棕色）           | Hail to Reason  | Nothirdchance    |
| 種馬 週日寧靜 1986年（棕色）       | Halo 1969年（棕色）           | Cosmah          | Cosmic Bomb      |
| 種馬 週日寧靜 1986年（棕色）       | Halo 1969年（棕色）           | Cosmah          | Almahmoud        |
| 種馬 週日寧靜 1986年（棕色）       | Wishing Well 1975年（棗色）   | Understanding   | Promised Land    |
| 種馬 週日寧靜 1986年（棕色）       | Wishing Well 1975年（棗色）   | Understanding   | Pretty Ways      |
| 種馬 週日寧靜 1986年（棕色）       | Wishing Well 1975年（棗色）   | Mountain Flower | Montparnasse     |
| 種馬 週日寧靜 1986年（棕色）       | Wishing Well 1975年（棗色）   | Mountain Flower | Edelweiss        |
| 繁殖雌馬 Paper Rain 1981年（栗色） | Bel Bolide 1978年（栗色）     | Bold Bidder     | 勇者帝王         |
| 繁殖雌馬 Paper Rain 1981年（栗色） | Bel Bolide 1978年（栗色）     | Bold Bidder     | High Bid         |
| 繁殖雌馬 Paper Rain 1981年（栗色） | Bel Bolide 1978年（栗色）     | Lady Graustark  | Graustark        |
| 繁殖雌馬 Paper Rain 1981年（栗色） | Bel Bolide 1978年（栗色）     | Lady Graustark  | Inyala           |
| 繁殖雌馬 Paper Rain 1981年（栗色） | Floral Magic 1985年（深棗色） | Affirmed        | Exclusive Native |
| 繁殖雌馬 Paper Rain 1981年（栗色） | Floral Magic 1985年（深棗色） | Affirmed        | Won't Tell You   |
| 繁殖雌馬 Paper Rain 1981年（栗色） | Floral Magic 1985年（深棗色） | Rare Lady       | Never Bend       |
| 繁殖雌馬 Paper Rain 1981年（栗色） | Floral Magic 1985年（深棗色） | Rare Lady       | Double Agent     |
| 雌系：號族：18                     |                               |                 |                  |
| 五代內近親交配：Nasrullah 5×5      |                               |                 |                  |

## 命名由來
名字中，Matsurida（マツリダ）於日語中意思是祭典（祭りだ），Gogh（ゴッホ）則出自馬主高橋文枝辦公室內畫作複製品的作者、荷蘭畫家文森·梵高之姓氏，香港則結合兩部分的意思，翻譯为「梵高藝展」。

## 外部連結
- 梵高藝展 （页面存档备份，存于）
- 血統表 （页面存档备份，存于）